# Grimmia japonica
Grimmia japonica là một loài Rêu trong họ Grimmiaceae. Loài này được (Dozy & Molk.) Mitt. mô tả khoa học đầu tiên năm 1891.